# El coronel no tiene quien le escriba
El coronel no tiene quien le escriba é um filme de drama mexicano de 1999 dirigido e escrito por Arturo Ripstein e Paz Alicia Garciadiego. Foi selecionado como representante do México à edição do Oscar 2000, organizada pela Academia de Artes e Ciências Cinematográficas.

## Elenco
- Fernando Luján - El coronel
- Marisa Paredes - Lola
- Salma Hayek - Julia
- Rafael Inclán - Padre Ángel
- Ernesto Yáñez - Don Sabas
- Daniel Giménez Cacho - Nogales
- Esteban Soberanes - Germán
- Patricia Reyes Spíndola - Jacinta
- Odiseo Bichir - Dr. Pardo
- Julián Pastor - Lugones
- Eugenio Lobo - Álvaro